# Florence Stanley
Florence Stanley (nacida Florence Schwartz; 1 de julio de 1924 - 3 de octubre de 2003) fue una actriz estadounidense de teatro, cine y televisión. Es conocida por sus papeles en Barney Miller (1975-1977) y su spin-off Fish (1977-1978), My Two Dads (1987-1990) y Nurses (1991-1994), y la voz de Wilhelmina Bertha Packard en la franquicia de Atlantis: El imperio perdido.

## Primeros años y carrera
Florence Schwartz nació en Chicago, Illinois, el 1 de julio de 1924, hija de Hanna (de soltera Weil) y Jack Schwartz. Comenzó una larga carrera en el escenario, el cine y la televisión a partir de la década de 1940. Sus primeras apariciones teatrales incluyen The Importance of Being Earnest with the Touring Players, Bury The Dead en el Cherry Lane Theatre de Nueva York y Machinal. Comenzó a usar el nombre artístico de Florence Stanley en algún momento de su carrera.
Durante la década de 1950, Stanley apareció en numerosos programas de televisión en vivo y realizó una actuación aclamada como Clitemnestra en la producción de Electra del Festival Shakespeare de Nueva York de 1964, junto a Lee Grant, quien interpretó el papel principal. Stanley comenzó su larga carrera en Broadway como suplente de Maureen Stapleton en un revival de 1965 de El zoo de cristal.
En 1966, asumió el papel de Yente en El violinista en el tejado de Broadway, de la mano de Bea Arthur, y lo dejó en 1971 (después de más de 2.000 funciones) para abrir en The Prisoner of Second Avenue de Neil Simon, dirigida por Mike Nichols. En 1972, pasó a bailar claqué en la producción de Broadway de The Secret Affairs Of Mildred Wild, y en 1981 volvió a trabajar para Neil Simon en la producción de Broadway de Fools.

## Papeles cinematográficos

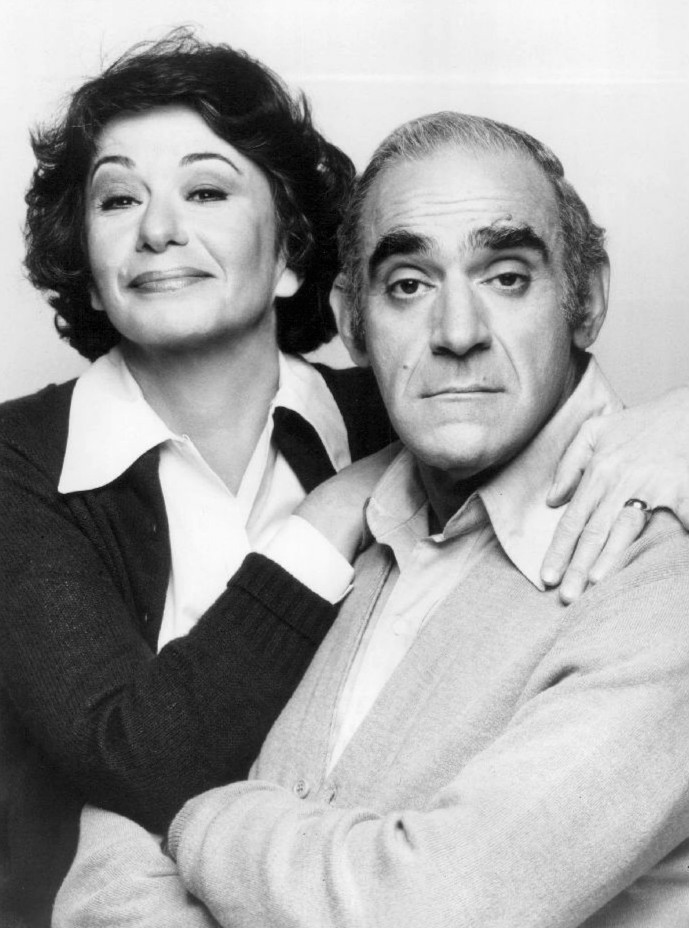
Fotografía de Florence Stanley y Abe Vigoda como Bernice y Phil Fish de Fish. El programa fue un spin-off de Barney Miller.

Sus papeles cinematográficos comenzaron en 1967 con Up the Down Staircase, protagonizada por Sandy Dennis. En 1973, el director Mike Nichols le pidió que desempeñara un pequeño papel en su película El día del delfín, protagonizada por George C. Scott. Recreó su papel en la versión cinematográfica de The Prisoner of Second Avenue (1975), y Nichols la eligió nuevamente para The Fortune (1975), protagonizada por Warren Beatty, Jack Nicholson y Stockard Channing. Luego apareció en la serie de televisión Joe and Sons para CBS en 1975; ese mismo año, el productor de Barney Miller, Danny Arnold, eligió a Stanley como Bernice Fish, la esposa del detective Fish (interpretado por Abe Vigoda). Los personajes de Vigoda y Stanley tuvieron su propia serie en 1977, Fish. También apareció en la película de 1994 Atrapados en el paraíso, protagonizada por Nicolas Cage, Jon Lovitz y Dana Carvey. Stanley interpretó a Edna "Ma" Firpo en la película.

## Roles posteriores
En 1966 fue actriz de doblaje en la telenovela de inspiración gótica Dark Shadows, interpretando el supuesto fantasma de una mujer sollozando en el sótano.
En televisión, Stanley interpretó a Margaret Wilbur, una jueza de un tribunal de familia que asignó la custodia de una niña de doce años a dos exnovios de la difunta madre de la niña en My Two Dads,  y dirigió tres episodios de la serie. Hizo dos apariciones especiales en la serie de televisión Night Court: una no acreditada en el episodio "Murder" de la temporada 4, en el que interpreta a una mujer que confiesa alegremente el asesinato de su marido pero que puede estar ocultando algo, y otro papel acreditado en el episodio de la temporada 6 "The Game Show", donde interpretó a la jueza Wilbur. Más tarde interpretó a la Dra. Amanda Riskin en Nurses. Interpretó a Elsie Engelhoff en Drexell's Class, prestó su voz para la abuela Ethyl Phillips en Dinosaurios e hizo apariciones especiales en series de televisión como Loco por ti (que la reunió con su ex coprotagonista de My Two Dads, Paul Reiser), Malcolm in the Middle, Mr. Belvedere y Cybill. Sus papeles cinematográficos posteriores incluyen Trouble Bound (1993), La extraña pareja, otra vez y Bulworth (ambas en 1998) y Abajo el amor (2003). Stanley también proporcionó la voz de la madre de Peter Griffin, Thelma en Padre de familia, pero fue reemplazada por Phyllis Diller después de su muerte. En 1998, interpretó a Muriel en The Simple Life.
En 2001, prestó su voz a Wilhelmina Packard en el largometraje de animación número 41 de Disney, Atlantis: El imperio perdido, por el que fue nominada al Premio Annie por la actuación de voz de una intérprete femenina en una producción de largometraje de animación, y en su secuela directo a vídeo, atlantis: El regreso de Milo, en 2003.

## Muerte
El 3 de octubre de 2003, Stanley murió por complicaciones de un derrame cerebral a los 79 años.

## Filmografía parcial
| Año  | Título                        | Papel                       | Notas                             |
| ---- | ----------------------------- | --------------------------- | --------------------------------- |
| 1967 | Up the Down Staircase         | Ella Friedenberg            |                                   |
| 1970 | Jenny                         | Mujer en el patio de recreo | Sin acreditar                     |
| 1973 | El día del delfín             | Mujer en el Club            |                                   |
| 1975 | The Prisoner of Second Avenue | Pearl                       |                                   |
| 1975 | The Fortune                   | Sra. Gould                  |                                   |
| 1987 | Outrageous Fortune            | Agente de viajes            |                                   |
| 1991 | Dinosaurios                   | Ethyl Hinkleman Phillips    | Voz                               |
| 1993 | Trouble Bound                 | Grandma Martucci            |                                   |
| 1994 | Atrapados en el paraíso       | Ma Firpo                    |                                   |
| 1995 | A Goofy Movie                 | Camarera                    | Voz                               |
| 1998 | La extraña pareja, otra vez   | Hattie                      |                                   |
| 1998 | Bulworth                      | Dobish                      |                                   |
| 2000 | The Brainiacs.com             | Abuela Tyler                |                                   |
| 2001 | Atlantis: El imperio perdido  | Sra. Packard                | Voz                               |
| 2001 | According to Spencer          | Abuela                      |                                   |
| 2003 | Abajo el amor                 | Esposa en la tintorería     |                                   |
| 2003 | Atlantis: El regreso de Milo  | Sra. Packard                | Voz, último papel en una película |